# Kirsten Davidson
Kirsten Marise Davidson (...) è una modella australiana incoronata Miss International 1992.
È stata la terza rappresentante dell'Australia a vincere il titolo di Miss International, quell'anno tenuto a Nagasaki in Giappone. Curiosamente, le vincitrici del concorso precedenti e successive alla Davidson furono entrambe Polacche.